# Centro de refinación Paraguaná
El Centro de Refinación Paraguaná (CRP) es un complejo refinador de petróleo ubicado en Venezuela fue el primero más grande del mundo, actualmente es el segundo con mayor capacidad del mundo, justo después de la refinería Jamnagar (India) y seguido por la refinería Ulsan  (Corea del Sur). El CRP surge de la fusión operacional y administrativa de las refinerías de Amuay, Bajo Grande y Cardón, cuyas actividades fueron concentradas en 1997. El CRP tiene capacidad de refinar 955 mil barriles diarios. El complejo está localizado en un área compartida por la porción occidental de la península de Paraguaná en el estado Falcón y la costa occidental del lago de Maracaibo en el estado Zulia. Este complejo concentra el 65% de la capacidad de refinación venezolana y pertenece a la empresa estatal Petróleos de Venezuela (PDVSA).

## Historia
En 1945 el gobierno nacional autoriza a las transnacionales Creole Petroleum Corporation y Shell de Venezuela construir en las cercanías de Punto Fijo dos refinerías de petróleo, lo que fue determinante para el auge de esta ciudad.
Para 1991 se completa el proyecto de interacción Amuay-Cardón, permitiendo el intercambio de productos entre ambas refinerías a través de tres poliductos. El 14 de marzo de 1996, Maraven inauguró las plantas e instalaciones conexas de su proyecto PARC (Proyecto de Adecuación de la refinería Cardón), el último paso previo para la fusión de ambas refinerías en el CRP. Finalmente, el 1° de agosto de 1997 entra oficialmente en funcionamiento el CRP con una capacidad de procesamiento de crudo de 940 mil barriles diarios, que lo convierte en el más grande del mundo para la época.
En lo que respecta al mercado internacional, el CRP produce gasolina cumpliendo con las especificaciones de calidad más estrictas a nivel mundial. En el año 2010 se reanudó la entrega de la gasolina RBOB hacia el mercado Estados Unidos, producto de la ejecución del Proyecto de expansión de la unidad de craqueo catalítico ( FCC) en la refinería Cardón, el cual genera mayor producción de nafta catalítica, utilizada tanto en las mezclas de gasolinas por el mercado local y para la exportación. Este proyecto, que culminó en diciembre del año 2009, ha permitido mejorar la confiabilidad operacional del circuito refinador para satisfacer la demanda de gasolina, optimizar la operación desde el punto de vista ambiental y mejorar la calidad de productos, maximizando ingresos por el incremento de carga a la unidad.
La instalación y subsecuente desarrollo de ambas refinerías, significó un cambio radical en la vida de los habitantes de la península de Paraguaná, determinando el ocaso de la Paraguaná agraria, y un espectacular crecimiento poblacional, capitalizado fundamentalmente por la ciudad de Punto Fijo.
El 7 de julio de 2019 una falla eléctrica paralizó las plantas refinadoras de Cardón y Amuay las cuales están operando a un 10% de su capacidad instalada, últimamente ha tenido problema por la falta del seguimiento del protocolo de mantenimiento que deben seguir las refinerías, también se han visto afectadas por la renuncia de personal técnico, profesional y obrero El 15 de junio de 2020 el funcionario petrolero Emilio Iván Herrera advirtió “Ni rusos ni iraníes podrán operar al Centro Refinador Paraguaná (CRP), no porque no posean el conocimiento, sino porque catalizadores y sustancias químicas sólo se elaboran en Estados Unidos”, han pasado tres años y para junio de 2023 los problemas de la refinería han continuado. Jamás Rusia podrá manufacturar el catalizador del Flexicracking, pues, estamos en presencia de un secreto de estado. Explica Herrera que “toda la tecnología del CRP es de Exxon Mobil. Por ejemplo, los catalizadores del Complejo Hidrodesulfurador son secretos de Estado.
El 17 de septiembre de 2024 el Centro de refinación se paralizó, durante cinco días por una falla eléctrica en Planta Centro. La refinería de Amuay por la interrupción del suministro eléctrico dejó fuera de servicio el craqueador catalítico de la refinería, que produce combustibles terminados. El apagón del jueves 12 de septiembre dejó fuera de servicio la Planta de Desintegración Catalítica (DCAY), que convierte los hidrocarburos en nafta catalítica para mezclas de gasolina, así como destilados, olefinas y gas combustible. Mientras en la refinería de Cardón, ocurre que el reformador, una unidad clave en la producción de gasolina, está fuera de servicio.

## Refinería Cardón
La refinería de Cardón, ubicada geográficamente en Punto Fijo, fue construida por la compañía angloholandesa Royal Dutch Shell, inicia operaciones en 1949 con una capacidad de 50 mil barriles diarios y plantas destiladoras atmosféricas. En 1952 comenzó a funcionar la planta de lubricantes; cinco años más tarde ya operaban dos plantas de destilación al vacío y una unidad de alquilación, su ubicación fue estratégica y con el tiempo fue ampliándose; en 1957, se inauguró el complejo de Desintegración Catalítica de Cardón. En 1995, llega a una capacidad de refinación de 305 mil barriles por día (bpd) y se ha mantenido a 310 mil bpd para el 2023, sin embargo en septiembre Cardón está logrando procesando unos 100.000 bpd.
En septiembre de 2018 Detienen unidad de craqueo de refinería Cardón por fallas, venía fallando y se paró por problemas en la sala de controles básicos, que debe estar en bajas temperaturas y se dañó el aire. En agosto de 2019, las unidades defectuosas de cardón incluyen la unidad de Craqueo catalítico fluido (FCC), torres de destilación e hidrodesulfuradores.
A inicios del año 2020 la refinería Cardón venía produciendo unos 30 mil barriles por día (bpd). El 6 de julio se informó de un incendio en la planta catalítica, el daño a la planta lucía grave sin embargo no hubo un pronunciamiento oficial, pero en 17 de julio de 2020 fue paralizado su unidad de Craqueo Catalítico Fluidizado (FCC) casi todo su sistema de refinación está inoperativo luego de años de des-inversión y falta de mantenimiento. El 28 de julio dos incendios en la refinería  paralizaron la producción.
Se activó la tercera semana de agosto pero se paralizó el 27 por falta de nitrógeno en la unidad del reformador de nafta con capacidad de 45 mil bpd. Así mismo se declaró que la unidad de Craqueo Catalítico Fluidizado (FCC, por su sigla en inglés), con una capacidad instalada de procesar 88.000 bpd, de Cardón, está detenida para enero de 2021 la refinería continuaba paralizada
En mayo de 2022  Un incendio se produjo en la Refinería en una de las lagunas de tratamiento de agua, específicamente en las adyacencias de la zona oeste del muelle costanero.
Entre junio y agosto de 2022 se realiza un mantenimiento del reformador de nafta que ocasiona una paralización de la producción de gasolina. En diciembre tiene una parada de una semana luego de activar la planta catalítica y la del reformador que estaba fuera de servicio. El 27 de diciembre se produjo un incendio se generó en unos desechos ubicados cerca de un quemador de gases residuales de la refinería, y no se extendió hacia otras áreas. El complejo produce apenas unos 28.000 barriles diarios de los casi 200.000 que refinaba hace una década, lo que representa solo un 15% de su capacidad instalada.
El 15 de enero de 2023, se registró un incendio en la refinería Cardón, por una chispa que cayó del mechurrio en una laguna de desechos inflamables, el siniestro fue controlado al poco tiempo por los bomberos.
El 5 de junio de 2023 La Refinería Cardón tuvo que suspender sus operaciones desde mediados de la semana debido a una avería (incendio) en la unidad de craqueo catalítico (FCC), lo mismo ocurrió en la refinería de Amuay, la mayor refinería de Venezuela, que está paralizada por reparaciones desde marzo, lo que afecta a la producción de gasolina. “La planta se averió por un compresor que falló”, dijo una de las fuentes, agregando que la unidad “tenía un daño considerable”.  A inicios de agosto se paraliza la producción de las refinerías de Amuay y Cardón por la paralización de la planta de craqueo catalítico y de la unidad de FCC de las refinerías. El 13 de agosto por problemas de un horno reformador de nafta que produce gasolina de alto octanaje, «se paraliza la producción de gasolina en el Centro de Refinación Paraguaná (CRP)» El 31 de agosto llega una carga de nafta al Centro de Refinación Paraguaná, en el estado Falcón en el buque Minerva Xanthe desde el puerto de Milazzo, en Italia, con  un cargamento con 260.000 barriles de nafta enviado por las compañías europeas Eni y Repsol para aliviar los problemas de refinación. En septiembre la unidad FCC de la refinería Cardón había estado fuera de servicio desde finales de julio. El motivo de la interrupción, según las fuentes, se debió a un pequeño incendio y a una producción insuficiente de gasoil de vacío (VGO) para alimentar la unidad. La refinería Cardón, se puso nuevamente en marcha, el craqueador catalítico fue recuperado, su producción de refinación procesa unos 100 mil bpd. de crudo.
El 22 de marzo de 2024 sufrió un incendio en la madrugada, varios trabajadores sufrieron quemaduras, el fuego alcanzó una subestación eléctrica del complejo, lo que provocó un corte de electricidad y obligó a parar tres unidades de destilación que estaban en servicio, se inició después de registrarse una explosión en uno de los hornos de la Planta de Destilación CD-3 de la Refinería Cardón.
En mayo de 2025 reactivan unidad de craqueo catalítico fluidizado (FCC) de la Refinería Cardón tras un año en reparación, la unidad estaba procesando para el momento 26,000 barriles diarios, siendo su capacidad instalada de 80,000 barriles diario.

## Refinería de Amuay
La refinería de Amuay de la Creole inició en 1950 con el procesamiento de 60 mil barriles diarios hasta llegar a 635 mil. Fue escenario el 25 de agosto de 2012 del mayor accidente en la historia de la industria petrolera en Venezuela, cuando una explosión desató un incendio en el patio de tanques que dejó al menos 55 muertos y 156 heridos. Para el año 2025 Amuay se encontraba refinando 137.000 bpd. que representa aproximadamente el 20% de su capacidad total instalada.

## Refinería Bajo Grande
La refinería Bajo Grande fue construida en 1956 por la empresa Richmond, con una capacidad de 15 mil barriles diarios, aumentando de manera progresiva al ser ampliada para procesar 57 mil barriles diarios hasta 1987, cuando es parcialmente cerrada, llegando en la actualidad hasta los 16 mil barriles diarios.

## Que es la gasolina
El ex superintendente de las unidades de hidrógeno, azufre, isomerización, alquilación y craqueo catalítico del CRP. Emilio Iván Herrera explica que, si algo debe quedar muy bien definido, es que la gasolina “es una receta formulada con las mezclas de: naftas catalíticas, alquilato, butano, pentano y aditivos para especificar el octanaje. Los aditivos usados en Venezuela para lograr los octanajes de 91 y 95 son compuestos oxigenados, básicamente el ter amil metil éter (T.A.M.E) y/o metil terbutil éter (M.T.B.E)”. Dice que “desde esta óptica debe quedar bien establecido que, para manufacturar gasolinas, se requiere disponer de las corrientes de hidrocarburos citadas”. Ahora para producirlas se requiere la Unidad de Desintegración Catalítica, el Desintegrador Térmico Fluido, Desintegrador Térmico Retardado, Unidad de Alquilación, Unidades de Gases Licuados y las Unidades de Oxigenados. El profesor Herrera explica que “la Unidad de Desintegración Catalítica, es conocida coloquialmente como “catalítica” y su propósito es producir volúmenes de Nafta Catalítica cuyos rendimientos pueden oscilar entre 60 mil y 80 mil barriles diarios, obviamente, depende del volumen de crudo que se procese en las corridas normales de destilación de crudos”. Emilio Iván Herrera, quien ha sido profesor universitario y Magíster Scientiarum en Ingeniería Química, fue superintendente de las unidades arribas descritas del CRP.